# Завальное
Завальное — село в Усманском районе Липецкой области России. Административный центр и единственный населённый пункт Завальновского сельсовета.

## География
Село находится в юго-восточной части Липецкой области, в лесостепной зоне, в пределах Окско-Донской равнины, на левом берегу реки Усмани, на расстоянии примерно 4 километров (по прямой) к востоку от города Усмань, административного центра района. Абсолютная высота — 145 метров над уровнем моря.
Климат
Климат умеренно континентальный с тёплым летом и умеренно холодной зимой. Среднегодовое количество осадков — 511 мм. Максимальное количество осадков выпадает в период с мая по октябрь. Средняя температура самого холодного месяца (января) составляет −9°С, самого тёплого (июля) — 20°С.

## История
Основано в 1673 году переселенцами — служивыми людьми из села Новоуглянское, которые получили земли «за валом» Белгородской черты. В 1793 году построена церковь В 1862 году — казённое село, состоящее из 320 дворов. По данным на 1880 г. центр Завальновской волости из 357 дворов, в селе имелась школа. С июля по ноябрь 1942 г. в селе располагался штаб 2-й Воздушной армии.

## Население
| 1862  | 1880  | 1911  | 1926  | 1932  | 1997  | 2010  |
| ----- | ----- | ----- | ----- | ----- | ----- | ----- |
| 2397  | ↗2713 | ↗3012 | ↗4659 | ↗5008 | ↘2009 | ↘1689 |
| 2011  | 2012  | 2013  | 2014  | 2015  | 2016  | 2017  |
| →1689 | ↘1643 | ↘1539 | ↘1469 | ↘1458 | ↗1476 | ↗1532 |
| 2018  | 2021  |       |       |       |       |       |
| ↗1582 | ↘1495 |       |       |       |       |       |

Гендерный состав
По данным Всероссийской переписи населения 2010 года в гендерной структуре населения мужчины составляли 45,1 %, женщины — соответственно 54,9 %.
Национальный состав
Согласно результатам переписи 2002 года, в национальной структуре населения русские составляли 98 % из 1783 чел.

## Известные жители
Прибытков Иван Александрович — Герой Социалистического Труда.
Григорий Ильич Черников — Герой Советского Союза.
Нина Кузьминична Нартова — Герой Социалистического Труда.
Александра Герасимовна Нартова — Герой Социалистического Труда.

## Инфраструктура
Функционируют средняя общеобразовательная школа, библиотека, фельдшерско-акушерский пункт, отделение связи, дом культуры, православный храм, детский сад, отделение Сбербанка.

## Улицы
Уличная сеть села состоит из 11 улиц и 14 переулков.